# Chlamydatus keltoni
Chlamydatus keltoni är en insektsart som beskrevs av Schuh och Schwartz 2005. Chlamydatus keltoni ingår i släktet Chlamydatus och familjen ängsskinnbaggar. Inga underarter finns listade i Catalogue of Life.